# Federació Catalana de Pàdel
La Federació Catalana de Pàdel és l'organisme rector que ordena, impulsa i dirigeix tota l'activitat esportiva del pàdel a Catalunya. Forma part de la Unió de Federacions Esportives de Catalunya.

## Història
El pàdel arriba a Catalunya els anys vuitanta. El 1984 es va construir la primera pista de pàdel al Reial Club de Golf del Prat i l'any següent també ho van fer el Club Esportiu Bonasport de Barcelona i el Club de Tennis Ciutat Diagonal d'Esplugues de Llobregat, que van ser els dos principals impulsors d'aquest esport. L'èxit que va tenir el pàdel va animar altres clubs com el Reial Club de Polo, el Reial Club de Tennis Barcelona i el Can Mèlich Club de Sant Just Desvern a construir també pistes, que va créixer molt ràpidament i va anar guanyant practicants.
A conseqüència d'això, el 1990 es va constituir l'Associació Catalana de Pàdel, que aquell mateix any va expedir les primeres llicències de jugador i va organitzar el primer Campionat de Catalunya. El ràpid creixement d'aquest esport va fer que el 1998 s'iniciessin els tràmits legals per a convertir l'Associació Catalana de Pàdel en federació catalana. El primer de tots va ser constituir-se com a Unió Esportiva de Clubs de Pàdel de Catalunya (UEPC). El pas següent va ser crear una comissió per redactar els estatuts de la futura federació, que van ser aprovats en una assemblea constituent el 17 de juny de 2004. Poc després, la Secretaria General de l'Esport va reconèixer oficialment la Federació Catalana de Pàdel, i el primer president va ser Ivan Corretja, qui presidia fins aleshores la Unió de Clubs de Pàdel de Catalunya.
Quan va arribar el reconeixement oficial l'any 2004, el pàdel ja era un esport consolidat a Catalunya, amb 2.200 llicències i una trentena de clubs afiliats a la federació. L'any 1999 s'havia disputat la primera edició dels Campionats Internacionlas de Pàdel de Catalunya al Reial Club de Polo de Barcelona. El naixement del circuit professional Padel Pro Tour (PPT) l'any 2005 va propiciar poder veure competint a Barcelona els millors jugadors professionals del món. Catalunya s'ha convertit en la primera potència padelística de l'estat espanyol, com ho demostra el fet que entre els anys 2006-2012 la selecció masculina catalana ha guanyat cinc dels set Campionats d'Espanya per seleccions autonòmiques absolutes que s'han disputat. El Campionat del Món per parelles open que es va disputar a Barcelona del 26 de març a l'1 d'abril de 2012, amb una primera fase al Club Bonasport i la fase final al Palau Sant Jordi, va comptar amb més de 30.000 espectadors que el van presenciar en directe, i va tenir una espectacular audiència televisiva.
Actualment, la federació compta amb més de 10.000 llicències federatives i158 clubs afiliats, xifres totes dues en creixement, especialment en els nuclis urbans propers a Barcelona, Tarragona, Lleida i Girona, en una clara mostra de que el pàdel ha arrelat a Catalunya i és actualment un dels esports amb més practicants i federats.

## Presidents
- Ivan Corretja Verdegay (2004-2006): Primer president de la federació, va estar vinculat inicialment al món del tennis, esport on va destacar com a jugador en les categories inferiors en el Club Tennis La Salut, d'on posteriorment en va ser director esportiu dei després director del Club Esportiu Bonasport, un dels que més van impulsar el pàdel. Integrant de la primera promoció de monitors i entrenadors de pàdel de Catalunya, en aquesta època es va vincular amb el grup de membres de l'Associació Catalana de Pàdel, entitat que va presidir i des d'on van iniciar el procés per convertir-la primer en Unió i posteriorment en Federació Catalana. Des del 1998 fins al 2006 va ser vicepresident de la Federació Espanyola defensant els interessos del pàdel català i convertint la Federació Catalana en la primera de l'estat espanyol a gestionar directament les seves llicències i els cànons federatius dels clubs.
- Cristóbal Malet Casajuana (2006-2012) Va practicar el tennis de taula i l'handbol durant la seva joventut, i segueix practicant tennis, futbol, golf i el pàdel, esport en què va ser campió d'Espanya mixt i per equips en categoria veterans el 2008. Es va iniciar com a dirigent esportiu a mitjans dels anys 90 en el Reial Club de Polo de Barcelona. L'any 2003 va ser elegit vicepresident de la Federació Espanyola, càrrec que va seguir ocupant mentre va ser president de la Federació Catalana.
- Pere Hernández Ripoll (2012-2021) Es va iniciar en el món de l'esport com a jugador de pilota. Com a dirigent va ser president del Club de Tennis Diagonal i es va vincular amb el pàdel fins a arribar a la presidència de la federació.[4]
- Felip Ródenas Morera (2021-avui)[5]